# Twierdza Allahabad

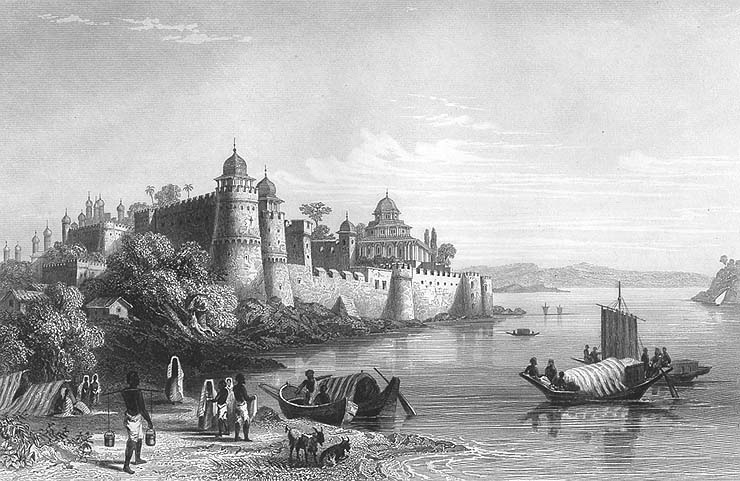
Rycina przedstawiająca widok na fort w połowie XIX wieku

Twierdza Allahabad – fortyfikacja obronna położona nad rzeką Jamuną, w pobliżu ujścia do Gangesu, w Prajagradź w stanie Uttar Pradeś. Zbudowana w 1583 roku za panowania Akbara, cesarza północnych Indii z dynastii Wielkich Mogołów.

## Zabytki i miejsca warte zobaczenia
- kolumna Aśoki z III wieku p.n.e.
- Akszajwata – zespół świątynny z wiecznie zielonym figowcem bengalskim